# 지타 세아브라
지타 마리아 드 세아브라 호제이루(포르투갈어: Zita Maria de Seabra Roseiro, 1949년 5월 25일 코임브라 ~ )는 포르투갈의 정치인이다.
1966년 포르투갈 공산당에 입당했으며 1974년 포르투갈에서 일어난 카네이션 혁명 전후에는 공산주의 학생 연합(União dos Estudantes Comunistas)에서 활동했다. 1980년, 1987년에는 리스본, 아베이루에서 선출된 포르투갈 공화국의회 의원을 역임했다.
소련의 붕괴 이전에 정당 활동에 반감을 갖게 되었고 1988년에는 포르투갈 공산당 정치위원회에서 추방당하고 만다. 1990년에는 포르투갈 공산당에서 축출되었고 나중에 사회민주당에 입당하게 된다.